# Смендес
Смендес (Hedjkheperre-Setepenre Smendes), гръцка форма на Несбанебджедет (Nesibanebdjedet, букв. „Той на Овена, господар на Мендес“), е фараон основател на 21-вата династия през Трети преходен период на Древен Египет. Управлява в Долен Египет със столица в Танис или Мемфис ок. 1077/6 – 1052 г. пр.н.е.

## Произход и управление
Липсват сигурни данни за произхода на Смендес и неговите предполагаеми родствени връзки с предходната 20-а династия. Някои египтолози допускат, че е син на върховна жрица на Амон и шурей или баджанак на властващия в Тива върховен жрец Херихор.
Смендес заема висши военни и административни длъжности по времето Рамзес XI, женен е за негова дъщеря и става практическия управник в Танис. След смъртта на Рамзес XI ок. 1077/6 г. пр.н.е., Смендес наследява властта в Долен Египет, докато Среден и Горен Египет се намират под теократичното управление на върховните жреци на Амон в Тива.
След като тиванския върховен жрец Херихор умира ок. 1074 г. пр.н.е., Смендес формално обединява Египет за известен период от време. Надпис от стела на Смендес намерена в каменните кариери Gebelein южно от Тива, свидетелства за поръчаната от Смендес поправка на големия Храм в Луксор, пострадал от наводнение.
Както и при предшественика му, властта на Смендес над Горен Египет била само номинална, тъй като там се разпореждали жреците на Амон, чиято паралелна династична линия е поддържана от силна армия. Към 15-а или 16-а година от неговото възкачване Смендес признава за равноправен фараон Пинеджем I, върховният жрец на Амон в Тива. При съвместното им управление продължават добрите отношения между Тива и Танис.
Важно свидетелство за външното и вътрешното положение на Египет през този е период е Пътешествието на Унамун (Отчет на Унамун, или Разказ на Унамун), текст върху папирус описващ мисията на египетски пратеник от Тива до финикийския град Библос, за да поръча кедрова дървесина за храма на Амон в Танис. В документа Смендес е споменат с необичайната титла „организатор на страната“ и е наречен „стълб, който Амон е установил в своите северни земи“; както той, така и Херихор в Горен Египет не фигурират с фараонски имена. Унамун е обран по пътя и бива приет недружелюбно от царя на Библос, който саркастично отказва поисканата безплатно кедрова дървесина. Това безспорно демонстрира залеза на египетското политическо влияние в Леванта, след нашествията на „Морските народи“.
Въпреки че Мемфис остава административния център при Смендес, град Танис се превръща в главния култов център на Амон в Долен Египет, чийто строителен план напълно копира този в Тива. След управление от около 26 години Смендес е наследен в Долен Египет от Аменемнису, вероятно негов син или друг родственик.